# 溝辺鹿児島空港インターチェンジ
溝辺鹿児島空港インターチェンジ（みぞべかごしまくうこうインターチェンジ）は、鹿児島県霧島市溝辺町麓にある九州自動車道のインターチェンジである。
鹿児島空港の近隣に所在しており、国道504号を経由してアクセスが可能である。
将来は北薩横断道路と接続予定。

## 道路
- E3 九州自動車道（24番）

## 歴史
- 1972年（昭和47年）4月1日 : 鹿児島空港が姶良郡溝辺町大字麓に移転開港[1]。
- 1976年（昭和51年）11月29日 : 溝辺鹿児島空港ICから加治木ICまでの区間が開通したのに伴い、供用を開始する。
- 1980年（昭和55年）3月22日 : 栗野ICから溝辺鹿児島空港ICまでの区間が開通。

## 接続する道路
- 国道504号

## 料金所

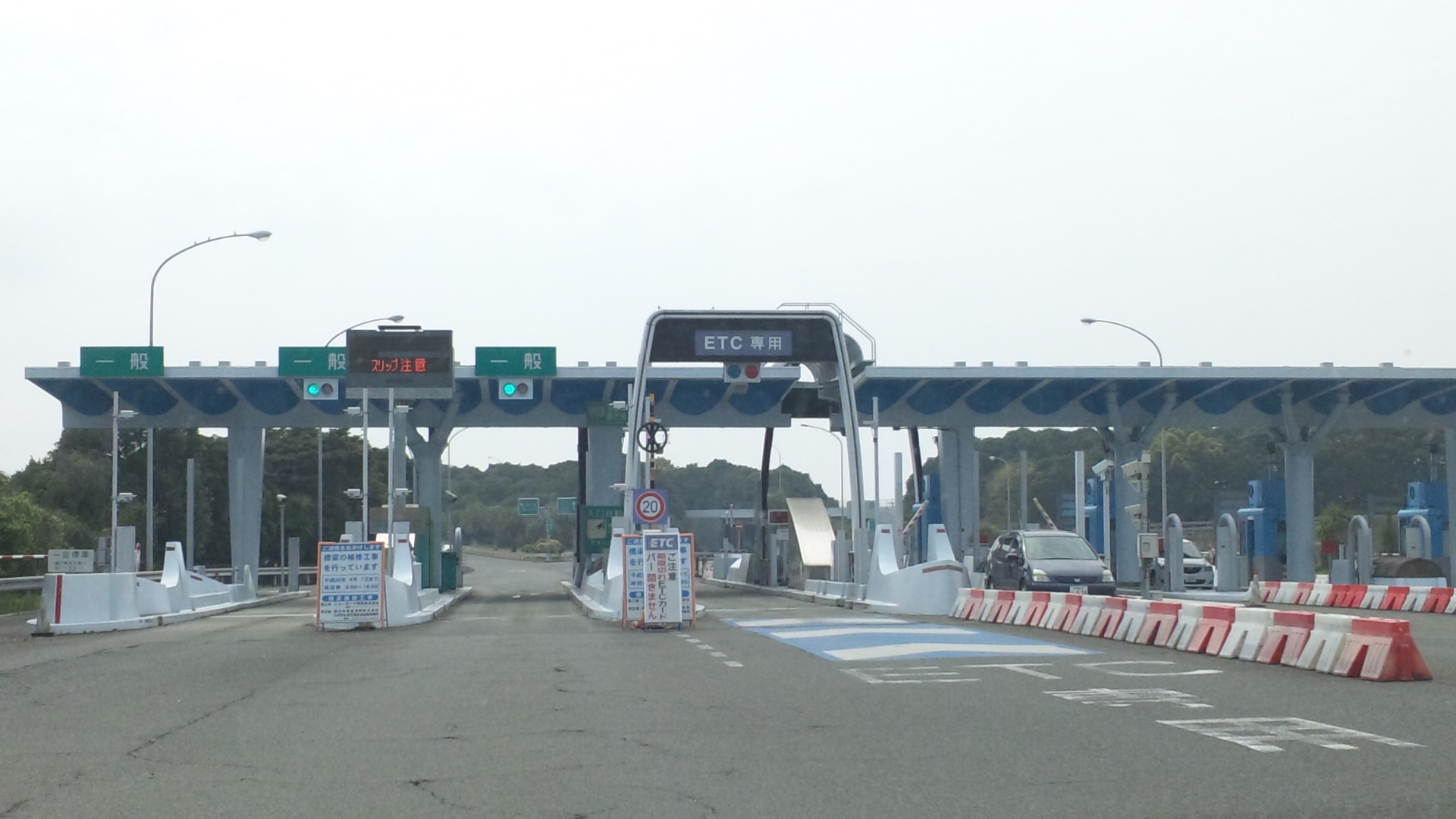
料金所（2013年）

- ブース数：8

### 入口
- ブース数：3
  - ETC専用：1
  - ETC/一般:1
  - 一般：1

### 出口
- ブース数：5
  - ETC専用：1
  - 一般：2
  - 休止中：2

## 周辺情報
- 妙見温泉
- 霧島神宮

## 隣
E3 九州自動車道
(23)横川IC - 溝辺PA - (24)溝辺鹿児島空港IC - (25-1)加治木JCT（(25)加治木IC） - (25-2)桜島SA/スマートIC - (26)姶良IC